# Эзотерическое христианство
Эзотерическое христианство (от др.-греч.  ἐσωτερικός — «внутреннее, тайное, скрытое») — термин, которым характеризуют себя некоторые оккультные учения, претендующие на обладание «скрытым», «истинным» пониманием христианства, доступным, по их мнению, только для узкого круга «просвещённых», «инициированных» и в высшей степени образованных людей.
Сами последователи эзотерического христианства расценивают христианство как религию, исполненную великих таинств, и открыто утверждают существование и обладание определёнными эзотерическими доктринами и практиками, дающими к ним ключ.
С точки зрения миссионера Кураева, «протестантизм — прав, в христианстве не существует эзотерического учения. Но протестантизм забыл об эзотерике культа, о его таинственности», и, таким образом, термин «эзотерическое христианство» не используется и трактуется как неприемлемый. В то же время, историк Бычков отмечает «раннехристианскую и раннепатристическую эзотерическую традицию на сокрытие сущностных христианских истин от непосвящённых».
Учения, относящие себя к эзотерическому христианству, часто объединяет несколько общих признаков:
- неортодоксальная, или еретическая христианская теология;
- использование не только канонических Евангелий, но апокрифов, которые зачастую предпочитаются каноническим Евангелиям;
- убеждённость в том, что disciplina arcani (учение таинств), предполагаемая устная традиция, исходящая от двенадцати апостолов, содержит эзотерическое учение Иисуса Христа[7][8].

## Мистическая религия
Ранние христиане использовали слово греч. μυστήριον (мистерии) для обозначения таинств христианской Церкви. В Ветхом Завете слово mysterion эквивалентно ивр. סוד‎ (sôd — «тайна», Прит. 20:19; Иудифь. 2:2; Сир. 22:27; 2 Мак. 13:21).
В Новом Завете слово «таинство» обычно применяется по отношению к возвышенному откровению Евангелия (Матфея. 13:11; Колоссянам. 2:2; 1 Тимофею. 3:9; 1 Коринфянам. 15:51), воплощению и жизни Спасителя и Его проявлению в проповедях апостолов (Римлянам. 14:24; Ефесянам. 3:4, 6:19; 1:26, 4:3). Теологи называют «таинством» раскрытие истин, которые превосходят естественный ум, так как, в узком понимании, таинство — истина, превосходящая тварный интеллект.
Невозможность достижения понимания таинства рациональным путём приводит, по мнению оккультистов, к внутреннему или скрытому пути понимания христианских таинств, который получил название эзотерического в эзотерическом христианстве.
Эзотерики полагают, что даже будучи открытыми и при наличии веры, таинства все равно остаются неясными и сокрытыми пока длится смертная жизнь, если только понимание таинств не делается возможным при помощи эзотерики.

## Древние корни
Некоторые современные ученые[кто?] полагают, что на ранних стадиях христианства ядро устного обучения было унаследовано от палестинского и эллинистического иудаизма, который сформировал основу тайной устной традиции, в IV веке названной disciplina arcani, которая, как полагают богословы, придерживающиеся господствующего мнения, содержится только в частях литургии и в некоторых других традициях, которые остаются частями некоторых ветвей основного христианского течения (например, доктрина транссубстанциации, как полагают католические теологи, была частью disciplina arcani).
Эзотерики уверены, что disciplina arcani, практиковавшаяся в раннем христианстве, являлась неким тайным, эзотерическим учением, отличавшимся от явного учения.
Однако в христианском понимании термин disciplina arcani имеет иное, довольно узкое значение. Например, согласно Православной энциклопедии:

Disciplina arcani (реже arcana — «тайное учение»), современный термин, означающий правило древней Церкви не допускать присутствия некрещёных (включая оглашенных) при совершении таинств — прежде всего Крещения и Евхаристии. Disciplina arcani подразумевала запрет на разглашение чинопоследования таинств и их смысла, а также точной формулировки крещального Символа веры и молитвы «Отче наш» до перехода желающего креститься в разряд «приступающих ко просвещению».

Действительно, процедура оглашения в первые века совершалась в обстановке тайны. Г. В. Флоровский указывает, однако, что тайна относилась не к учению, а к формулам и обрядам и имела скорее педагогический смысл:

И потому сообщаемый и разъясняемый в это время Символ надлежит «памятью начертывать в сердце», повторять его устно, не записывая на бумагу, и читать его тайно, чтобы кто не подслушал. Эта disciplina arcani, распространяющаяся в Церкви, в особенности в IV веке, имеет пастырский и педагогический смысл и может быть отражает Александрийскую тeopию о ступенях ведения. Возможно, что в ней отразилась и практика древних языческих мистерий… Она относится не столько к учению, сколько к формулам и обрядам.

Тертуллиан писал о вынужденном сокрытии сведений о христианском богослужении в обыденной жизни ввиду непонимания и насмешек со стороны язычников; при этом язычники все равно знали, что совершается в Церкви.
Крупный специалист по античности и христианской истории академик С. С. Аверинцев указывал на принципиально иной смысл явления disciplina arcani в раннем христианстве по сравнению с эзотеризмом гностиков или масонов:

Вообще говоря, любое религиозное и тем более мистическое сознание принуждено создавать для себя систему сакральных знаков и символов, без которых оно не могло бы описывать своё «неизрекаемое» содержание; <…>это так же присуще византийскому богословию, как даосской, или буддийской, или индуистской мистике.
Если иметь в виду только эту универсальность символического языка, легко проглядеть существенное различие между историческими типами и «стилями» символики. Поэтому подчеркнём, что для христианской традиции самый главный акцент лежит <…> не на атмосфере тайны и «оккультного» намёка на сокрываемое от непосвящённых (ср. роль символики мистериальных и гностических сообществ от Элевсина до новоевропейского масонства). Разумеется, элементы того и другого могут быть без труда выявлены в сложном составе христианской традиции (раннехристианская disciplina arcani<…>), но их модальность внутри христианской символики как целого всякий раз определяется центральным аспектом этого целого: сакральный знак и символ есть знамение, требующее веры. <…>
Выраженная в сакральном знаке «тайна» есть в христианской системе идей не столько эзотерическое достояние немногих, сберегаемое от толпы, сколько военная тайна, сберегаемая от врагов. <…> Место мистериально-гностической оппозиции посвящённые/непосвящённые заступает совсем иная оппозиция соратники/противники; в число последних включены «враги зримые и незримые» — люди и бесы.

Некоторые современные течения эзотерического христианства обращаются к сочинениям Оригена (как и к другим отцам Церкви и библейским толкованиям), чтобы утвердить идеи реинкарнации в качестве части христианской традиции, хотя Ориген в работе «Против Цельса» и других своих работах явно отрицает реинкарнацию.

## Новое время
В течениях средневекового западного эзотеризма, например алхимии и астрологии, были соединены христианская теология и доктрины эзотерического содержания.
В своей Апологии Пико делла Мирандола («Apologia J. Pici Mirandolani, Concordiae comitis», опубликованная в 1489 году) утверждает, что есть два типа «магии»: теургия (божественная магия) и гоетия (демоническая магия). Эти дисциплины были названы «Операцией Звёзд», в то время как алхимия была «Операцией Солнца», а астрология — «Операцией Луны». Все они отнесены к активным, или «оперативным» дисциплинам, равно как и Каббала. Представители эзотерического христианства могут практиковать все эти течения, или традиции, и стать адептами, алхимиками, астрологами, и герметиками-каббалистами, но тем не менее существуют эзотерики-христиане, практикующие только пассивные, или созерцательные дисциплины, которые помогают им лучше постигать «тайные знания», получаемые от Высших Сущностей.
В XVI и XVII веках это направление было доведено до логически завершенной формы развитием теософии и розенкрейцерства. Движение бехменистов и масонство также активно развивались в это время.

## Современные формы
Многие современные течения эзотерического христианства принимают идею перевоплощения, а также сложную энергетическую структуру человеческого существа (таких, как эфирное тело, астральное тело, ментальное тело и каузальное тело). Эти течения делают акцент на необходимости внутренней духовной работы, которая приведет к обновлению человека в Павловском смысле. Рудольф Штайнер и Макс Гендель опубликовали несколько духовных упражнений в своих трудах, чтобы помочь развитию последователей. В том же самом ключе написаны и сочинения Томмазо Паламидесси, чьей целью было развитие аскетических техник и медитаций.
Георгий Гурджиев называл своё учение «Четвёртым Путём» — путём сознания, на котором студент учился работать с отрицательными сторонами и страданиями своей обычной жизни и преобразовывать их, чтобы прийти к жизни истинной («Жизнь только тогда жизнь, когда Я Есть».) Согласно всем этим ученым-эзотерикам, совокупность этих методов (часто связываемых с такими восточными методами медитаций, как медитация чакр или визуализация) приведёт к спасению души и к полному возрождению человека. Этот процесс зачастую подразумевает существование духовного тела, склонного к воскрешению (и потому названному в христианской терминологии Телом Воскресения). Некоторые эзотерические христиане в наши дни включают в свои верования техники традиционных магических практик, таких как каббала, теургия, гоэция, алхимия, астрология и герметизм.

### Школы
- Древний и Принятый Шотландский Устав (18 степень) и Йоркский Устав масонства.
- Мартинизм Луи Клода де Сен-Мартена
- Мемфис-Мицраим
- Орден Розы и Креста, O.'.R.'.C.'.
- Антропософское Общество Рудольфа Штейнера
- Археософическое Общество Томмазо Паламидесси
- Lectorium Rosicrucianum Яна ван Рейкенборга/Катарозы де Петри
- Либеральное Католическое Движение
- Масонское Societas Rosicruciana
- Розенкрейцерское братство Макса Генделя

### Традиции
- Мартинизм
- Розенкрейцерство
- Богомильство
- Катары
- Ессеи
- Гностицизм
- Герметизм
- Неоплатонизм
- Пифагореизм
- Бехменизм

### Учения
- Паламизм, Исихазм — в рамках Ортодоксальной Традиции
- Алхимия, Философский камень
- Мартинизм
- Астрология
- Христианская медитация
- Эзотерика
- Эзотерический характер Евангелий
- Гнозис
- Каббала, Христианская каббала, Герметическая Каббала
- Магия (см. также Воззрения христиан на магию), Теургия
- Мистицизм
- Нумерология

## Центральные идеи
- Христос, Второе Пришествие, Божественный Мрак
- Бог препятствующий Деградации мира
- София (мудрость)
- Пентаграмматон